# Galleria delle Battaglie

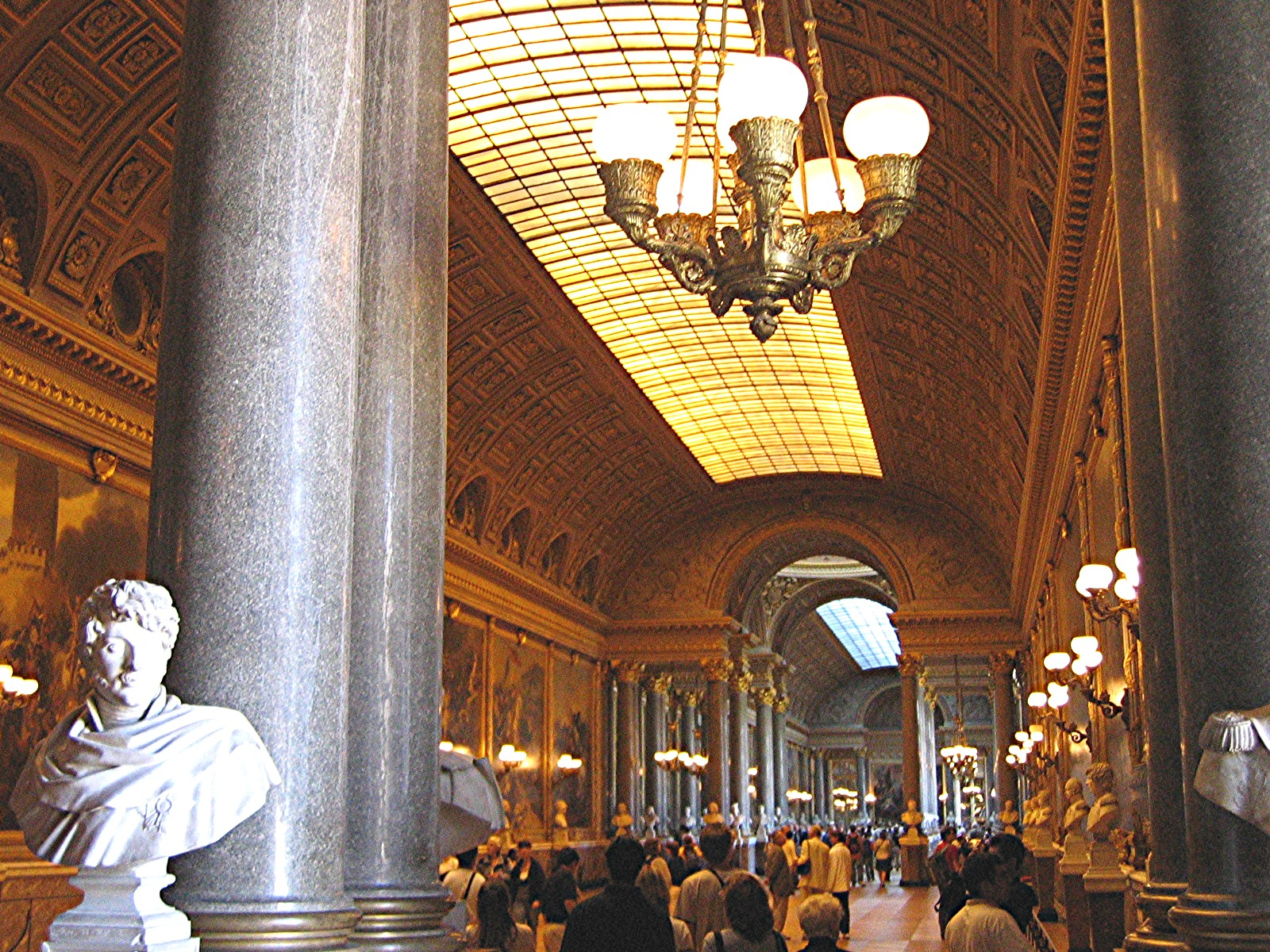
Galleria delle Battaglie, Reggia di Versailles

La galleria delle Battaglie (Galerie des Batailles) è parte del Museo di storia della Francia ospitato al primo piano dell'Aile du Midi della reggia di Versailles.

## Descrizione
La galleria misura 120 metri di lunghezza e 13 di larghezza e occupa tutta la lunghezza del primo piano dell'Aile du Midi.
Contiene grandi tavole rappresentanti i maggiori eventi militari della storia di Francia, di cui alcune erano preesistenti, ma la maggioranza sono state commissionate espressamente. Gli architetti Pierre-François-Léonard Fontaine e Frédéric Nepveu sono autori delle decorazioni. Una larga cornice sostiene una volta a cassettoni dipinti e trabeazioni sorrette da colonne corinzie scandiscono la lunghezza della galleria. Su sedici tavole bronzee sono incisi i nomi di principi, ammiragli, conestabili, marescialli, grandi guerrieri uccisi o feriti a morte mentre combattevano per la Francia.
Numerosi busti sono poggiati su piedistalli contro le colonne, intervallati ai quadri.
Le tavole coprono 14 secoli della storia di Francia, dalla battaglia di Tolbiac, combattuta da Clodoveo I nel 496, fino a quella di Wagram, vinta da Napoleone nel 1809.

## Storia

### Fondazione

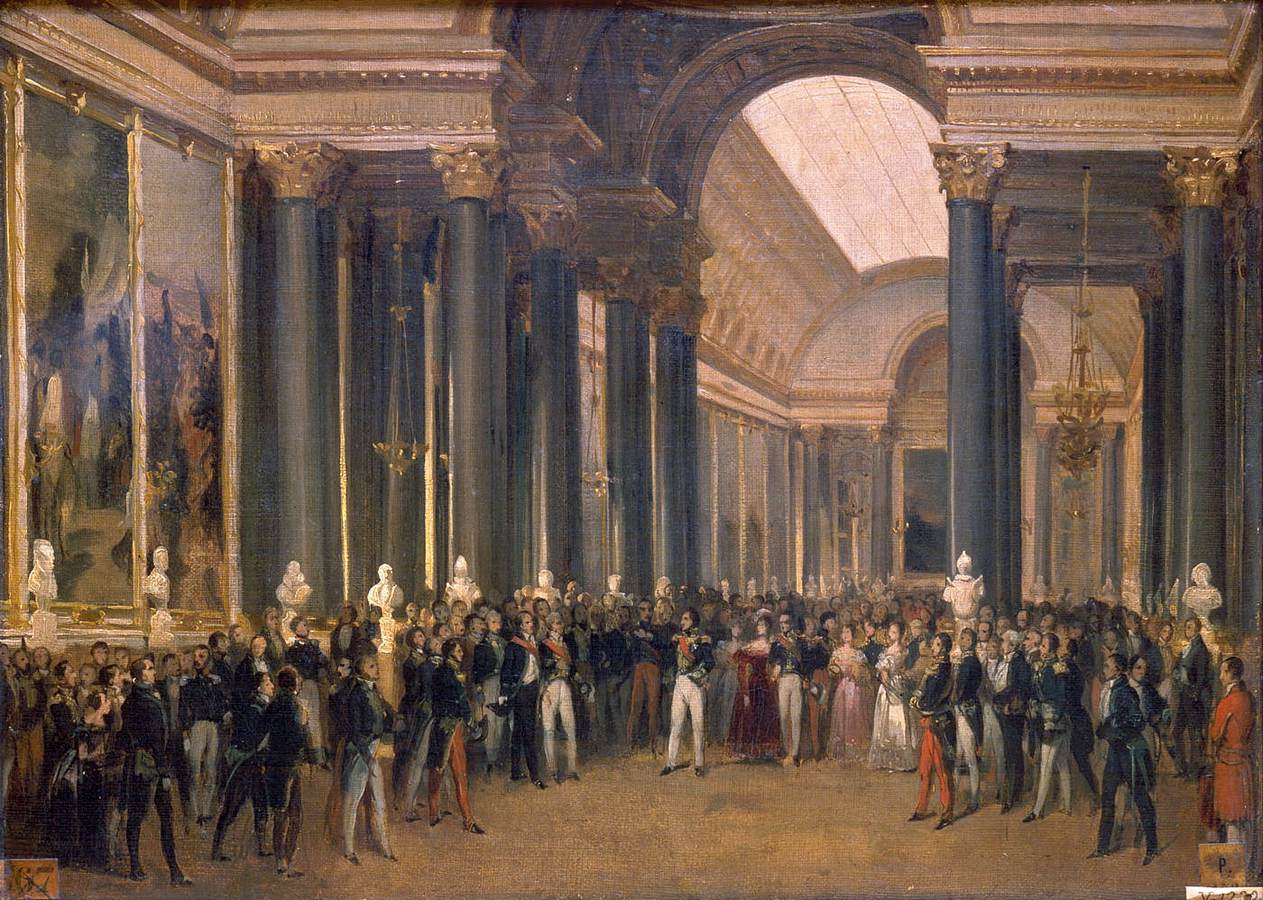
Inauguration de la galerie par Louis-Philippe le 10 juin 1837, tavola di François-Joseph Heim.

La sua creazione avvenne per decisione di Luigi Filippo nella zona della reggia prima dedicata agli appartamenti occupati, fra XVII e XVIII secolo, da:
- il duca d'Orléans Filippo I di Borbone-Orléans, detto Monsieur, fratello di Luigi XIV, e la sua seconda moglie, la principessa Elisabetta Carlotta del Palatinato;
- il duca di Chartres Filippo II di Borbone-Orléans, reggente durante la minore età di Luigi XV, e la moglie Francesca Maria di Borbone-Francia;
- il duca d'Orléans, figlio del Reggente, Luigi di Borbone-Orléans;
- la Delfina Maria Giuseppina di Sassonia;
- Carlo X di Francia prima di salire al trono;
- Madame Élisabeth, sorella minore di Luigi XVI.

### Attentato del giugno 1978
Nella notte tra il 25 e il 26 giugno 1978 un attentato dinamitardo provocò importanti danni alla galleria. I terroristi furono identificati in Patrick Montauzier e Lionel Chenevière, nazionalisti bretoni appartenenti all'Armée révolutionnaire bretonne (ARB-FLB). Non essendo riusciti a piazzare la bomba nella Galleria degli Specchi, ripiegarono sulla Galleria delle battaglie, mirando a Napoleone come simbolo del colonialismo francese.

### Summit di Versailles del 1982
Durante il summit del G7, che riunì a Versailles i governanti dei 7 Paesi democratici più industrializzati dal 4 al 6 giugno 1982, uno dei pranzi fu allestito nella Galleria.